# Зайцев Григорій Андрійович
Григорій Андрійович Зайцев (14 листопада 1884, Сімський завод Уфимської губернії, тепер місто Сім Челябінської області, Російська Федерація — 1936) — радянський діяч, революціонер, секретар партійної колегії Уральської обласної контрольної комісії РКП(б), член ВЦВК. Член Центральної контрольної комісії ВКП(б) у 1927—1934 роках.

## Біографія
Народився в родині шевця, робітника Сімського заводу, вихідця із селян. Закінчив церковнопарафіяльну школу. Працював робітником Сімського заводу Уфимської губернії.
Член РСДРП(б) з 1906 року.
У 1906 році виконував технічні роботи і входив до бойової дружини організації РСДРП Сімського заводу. У листопаді 1906 року заарештований, перебував у в'язниці міста Уфи. У лютому 1908 року засуджений до 12 років каторжних робіт за збройний опір поліції. З 1909 по 1910 рік сидів у Тобольському централі, з 1910 по 1913 рік перебував на Нерчинській каторзі. У 1913 році звільнений з каторги і засланий в Торейську волость Забайкальської області. У лютому 1917 року амністований.
З липня 1919 року — голова ради робітничих депутатів Сімського заводу Уфимської губернії.
Перебував на відповідальній партійній роботі.
З 1924 року — секретар партійної колегії Уральської обласної контрольної комісії РКП(б).
З 1929 року — завідувач організаційного відділу Середньоазіатського бюро ЦК ВКП(б); секретар партійної колегії Уральської обласної контрольної комісії РКП(б).
З жовтня 1931 по жовтень 1932 року — завідувач Уральського бюро Комісії з історії Жовтневої революції та ВКП(б) (Істпарту) в місті Свердловську.
З 1932 року — на пенсії.